# التالبة (المخادر)

تعديل مصدري - تعديل

التالبة محلة تابعة لقرية رحق، التابعة لعزلة الشرف بمديرية المخادر إحدى مديريات محافظة إب في الجمهورية اليمنية، بلغ تعداد سكانها 35 حسب تعداد اليمن لعام 2004.